# Finlaya
Finlaya is een muggengeslacht uit de familie van de steekmuggen (Culicidae).

## Soorten
- F. alocasicola (Marks, 1947)
- F. ananae (Knight & Laffoon, 1946)
- F. avistylus (Brug, 1939)
- F. bougainvillensis (Marks, 1947)
- F. burnetti (Belkin, 1962)
- F. crocea (Knight & Laffoon, 1946)
- F. dobrotworskyi (Marks, 1958)
- F. fijiensis (Marks, 1947)
- F. flavipennis Giles, 1904
- F. franclemonti (Belkin, 1962)
- F. freycinetiae (Laird, 1957)
- F. fuscipalpis (Belkin, 1962)
- F. fuscitarsis (Belkin, 1962)
- F. gahnicola (Marks, 1947)
- F. gani (Bonne-Wepster, 1940)
- F. gressitti (Bohart, 1957)
- F. hollingsheadi (Belkin, 1962)
- F. horotoi (Taylor, 1972)
- F. hui (Bohart, 1957)
- F. josephinae (Marks, 1958)
- F. knighti (Stone & Bohart, 1944)
- F. kochi (Dönitz, 1901)
- F. lewelleni (Starkey & Webb, 1946)

- F. lutea (Ludlow, 1905)
- F. maffii (Taylor & Tenorio, 1974)
- F. medleri (Knight & Laffoon, 1946)
- F. neogeorgiana (Belkin, 1962)
- F. oceanica (Belkin, 1962)
- F. poicilia Theobald, 1903
- F. samoana Grünberg, 1913
- F. schlosseri (Belkin, 1962)
- F. solomonis (Stone & Bohart, 1944)
- F. sorsogonensis (Bañez & Jueco, 1966)
- F. stonei (Knight & Laffoon, 1946)
- F. tutuilae (Ramalingam & Belkin, 1965)
- F. wallacei (Edwards, 1926)